# Ocyptamus stipa
Ocyptamus stipa är en tvåvingeart som först beskrevs av Hull 1949.  Ocyptamus stipa ingår i släktet Ocyptamus och familjen blomflugor.
Artens utbredningsområde är Colombia. Inga underarter finns listade i Catalogue of Life.